# Ahli Al-Khalil
L'Ahli Al-Khalil (in arabo أهلي الخليل‎?), meglio noto come Ahli, è una società calcistica palestinese di Hebron, in Cisgiordania. Milita nella Prima Lega della Cisgiordania.
Nella stagione 2015 ha vinto la Coppa di Palestina, acquisendo il diritto a partecipare alla Coppa dell'AFC per la prima volta nella storia del club.
A livello internazionale ha fatto il suo debutto nella fase preliminare di Coppa dell'AFC 2016 con una vittoria sul Khujand, campione del Tagikistan, che ha qualificato i palestinesi alla fase a gironi della manifestazione.
Il 9 gennaio 2016, al fine di rafforzare i rapporti con i discendenti dei palestinesi immigrati in Cile, il club ha giocato un'amichevole contro il Club Deportivo Palestino a Santiago del Cile.